# Akihiro Ōhata
Akihiro Ōhata (大畠 章宏, Ōhata Akihiro), né le 5 octobre 1947 dans le bourg de Jōhoku (aujourd'hui partie de celui de Shirosato) et le district rural de Higashiibaraki (préfecture d'Ibaraki), est un homme politique japonais, membre du Parti démocrate du Japon (PDJ), et élu à la Chambre des représentants, la chambre basse de la Diète, depuis 1990. Il y a représenté successivement l'ancien 2e district de la préfecture d'Ibaraki au vote unique non transférable de 1990 à 1996, puis le bloc proportionnel du Nord Kantō de 1996 à 2005 et finalement la 5e circonscription de la préfecture d'Ibaraki au scrutin uninominal majoritaire à un tour. Il a été auparavant élu à l'Assemblée préfectorale d'Ibaraki de 1986 à 1990.

## Biographie
Il a obtenu une maîtrise en Ingénierie de l'Institut de technologie Musashi (aujourd'hui Université de la ville de Tōkyō) en mars 1974, et rejoint l'année suivante l'entreprise d'électronique Hitachi. Il intègre le département du dessin des centrales nucléaires de Hitachi Works en 1980, et est un administrateur du syndicat des employés de l'entreprise.
Ancien membre du Parti socialiste japonais (PSJ) puis du Parti social-démocrate (PSD), il a ainsi fait partie de l'alliance « anti-Parti libéral-démocrate, anti-communiste » qui a gouverné le Japon d'août 1993 à juin 1994 ; puis de la Grande coalition entre les socialistes, les conservateurs du Parti libéral-démocrate (PLD, qui a dirigé le pays de sa création en 1955 jusqu'en 1993) et les centristes progressistes du Nouveau Parti pionnier (ou « Nouveau parti Sakigake » NPS) au pouvoir de 1994 à 1996. Il est ainsi vice-ministre parlementaire auprès du vice-Premier ministre et ministre du Commerce intérieur et de l'Industrie, Ryūtarō Hashimoto (PLD), dans le gouvernement de Tomiichi Murayama (PSJ).
Il participe à la création le 11 septembre 1996, — avec la moitié des parlementaires du PSJ et du NPP emmenés par Naoto Kan et les frères Yukio et Kunio Hatoyama —, du Parti démocrate du Japon. Celui-ci se veut une troisième voie sociale-libérale entre le socialisme ou « l'État construction » d'une part, et le conservatisme libéral ou le « fondamentalisme de marché » d'autre part. Au sein du PDJ, il devient rapidement l'un des partisans de Yukio Hatoyama.
Il a présidé plusieurs commissions à la Chambre des représentants : celle spéciale sur l'approvisionnement en charbon de 1997 à 1998, celles permanentes du Cabinet de 2001 à 2002, puis des Politiques nationales fondamentales de 2009 à 2010, et enfin du Conseil délibératif sur la Constitution depuis 2011.
Il est ministre de l'Économie, du Commerce et de l'Industrie dans le gouvernement Kan du remaniement du 17 septembre 2010 à celui du 14 janvier 2011, puis du Territoire, des Infrastructures, des Transports, du Tourisme et de la Politique océanique jusqu'au 2 septembre 2011.